# Atopsyche paucartampu
Atopsyche paucartampu är en nattsländeart som beskrevs av Schmid 1989. Atopsyche paucartampu ingår i släktet Atopsyche och familjen Hydrobiosidae. Inga underarter finns listade i Catalogue of Life.